# Henriëtte Mandel
Henriëtte Mandel, artiestennaam van Maria Henriëtte Vermandere, (Bellegem, 9 mei 1918 – Schoten, 8 september 2019) was een Belgische sopraan.
Ze was dochter van Paul Vermandere en Marguerite Desauw. Ze was getrouwd met Alphonse Naudts. Ze werd begraven op de begraafplaats van Berchem.
Ze kreeg haar opleiding in Kortrijk, Brussel en Salzburg. In 1947 trad ze voor het eerst op, ze had zich aangesloten bij het operagezelschap van Gent. In 1948 sloot ze zich aan bij de opera in Antwerpen waar ze tien jaar aan verbonden bleef. Ze was af en toe ook in Nederland de horen. Ze was tevens zangdocente aan de Conservatorium Kortrijk en Stedelijk Conservatorium Mechelen.
Haar stem is vastgelegd in een opname van 5 mei 1953 van Capriccio van Richard Strauss waarin ze naast Lisa della Casa de rol vertolkt van een Italiaanse zangeres in een uitvoering onder leiding van Johannes den Hertog met het Klein Omroepkoor en Omroeporkest (Ponto PO 1013).